# Neoclinus nudiceps
Neoclinus nudiceps är en fiskart som beskrevs av Murase, Aizawa och Sunobe 2010. Neoclinus nudiceps ingår i släktet Neoclinus och familjen Chaenopsidae. Inga underarter finns listade i Catalogue of Life.